# Jean-Christophe Péraud
Jean-Christophe Péraud (Toulouse, 1977. május 22. –) visszavonult profi francia kerékpáros. Országúton és hegyi-kerékpározásban egyaránt versenyzett, melyben a 2008-as Olimpián ezüst érmet szerzett.

## Eredményei hegyi-kerékpározásban
2004
3., Polymultipliée Lyonnaise
2005
1., Hegyikerékpáros Európa-bajnokság
2., Francia hegyikerékpáros bajnokság - XC
2006
2., 4. szakasz Tour du Val d'Orge - Cyclo-cross
2008
2., 2008-as nyári olimpiai játékok - Férfi hegyi-kerékpározás 
2., Francia hegyikerékpáros bajnokság - XC

## Eredményei országúti versenyzésben
2008
1., Francia országúti bajnokság - Mezőnyverseny - Amatőrök 
1., 2. szakasz - Tour du Pays Roannais
2009
1., Francia országúti bajnokság - Időfutam-bajnokság 
2. - Chrono des Nations
2010
4., összetettben - Vuelta al Pais Vasco
8., összetettben - Párizs–Nizza
2011
2., összetettben - Tour Méditerranéen
6., összetettben - Párizs–Nizza
6., összetettben - Critérium International
7., összetettben - 2011-es Tour of Beijing
8., összetettben - Tour de l'Ain
9., Francia országúti bajnokság - Időfutam-bajnokság
10., összetettben - Tour de France
10., összetettben - Tour du Doubs
2012
4., összetettben - Tour de Poitou-Charentes
7., összetettben - Vuelta Ciclista al País Vasco
2013
2., összetettben - Tour Méditerranéen
1., 4. szakasz
3., összetettben - Párizs–Nizza
5., - Critérium International
6., - Tour de Romandie
2014
1..,  Critérium International
2., összetettben - Tour Méditerranéen
1., 5. szakasz
2., összetettben - Tour de France
3., összetettben - Baszk körverseny
4., összetettben - Tirreno–Adriatico
5., összetettben - Tour de l’Ain
9., összetettben - UCI World Tour
2015
1..,  Critérium International
1., 3. szakasz
2016
9., összetettben - Giro del Trentino

## Grand Tour eredményei
| Grand Tour | 2010 | 2011 | 2012 | 2013    | 2014 | 2015 | 2016    |
| ---------- | ---- | ---- | ---- | ------- | ---- | ---- | ------- |
| Giro       | -    | -    | -    | -       | -    | -    | feladta |
| Tour       | -    | 9.   | 44   | kiesett | 2.   | 61.  | -       |
| Vuelta     | 39.  | -    | -    | -       | -    | -    | 13.     |